# جون ليف تومسن
جون ليف تومسن (بالدنماركية: Knud Leif Thomsen)‏ هو كاتب سيناريو ومخرج دنماركي، ولد في 2 سبتمبر 1924 في Ballerup ‏ في الدنمارك، وتوفي في 14 أكتوبر 2003 في فرنسا.

## وصلات خارجية
- جون ليف تومسن على موقع IMDb (الإنجليزية)
- جون ليف تومسن على موقع ألو سيني (الفرنسية)
- جون ليف تومسن على موقع أول موفي (الإنجليزية)
- جون ليف تومسن على موقع قاعدة بيانات الأفلام السويدية (السويدية)
- جون ليف تومسن على موقع قاعدة بيانات الفيلم (الإنجليزية)
- جون ليف تومسن على موقع كينوبويسك (الروسية)